# Médias en Corée du Nord

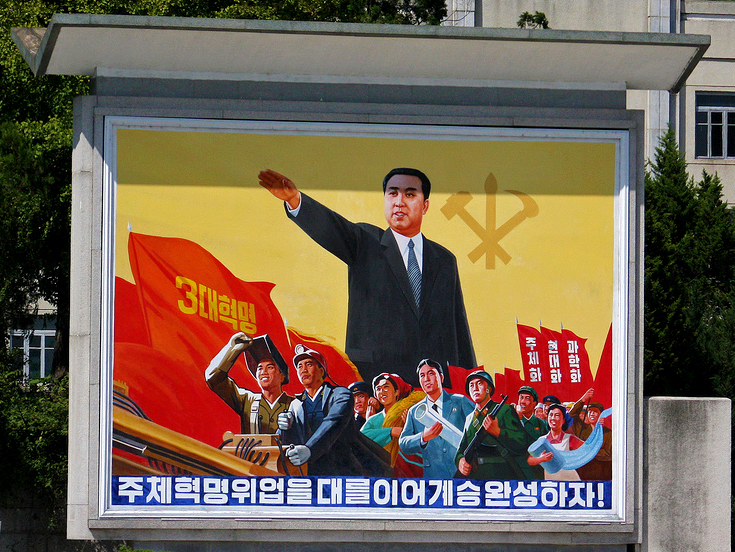
Les médias entretiennent un culte de la personnalité pour la famille Kim, dont Kim Il-sung.

Les médias en Corée du Nord sont contrôlés par le régime nord-coréen et la population nord-coréenne est privée d’accès à l’information.

## Information en Corée du Nord
Il existe deux canaux d’information en Corée du Nord : le canal officiel et le canal non officiel.
Le canal officiel est composé de la radio, des journaux et de la télévision .
Le canal non officiel est composé des médias internationaux et internet destinés à l’élite du pays.
L’accès à des journaux et images de l’étranger sont passibles de prison.
Le téléphone mobile a diminué le contrôle du régime sur l’information. En 2014, il y avait environ 2,4 millions d’utilisateurs.

## Accessibilité
Vous pouvez aider à l'améliorer ou bien discuter des problèmes sur sa page de discussion.
- Il ne cite pas suffisamment ses sources. Vous pouvez indiquer les passages à sourcer avec {{référence nécessaire}} ou {{Référence souhaitée}}, et inclure les références utiles en les liant aux notes de bas de page. (Marqué depuis juillet 2024)
- Il n’est pas rédigé dans un style encyclopédique. (Marqué depuis juillet 2024)

- Archive Wikiwix
- Bing
- Cairn
- DuckDuckGo
- E. Universalis
- Gallica
- Google
- G. Books
- G. News
- G. Scholar
- Persée
- Qwant
- (zh) Baidu
- (ru) Yandex
- (wd) trouver des œuvres sur Wikidata

La population générale, composée de 25,89 millions de personnes, en 2020, ont un accès très restreint à l’internet sur leurs téléphones cellulaires et sur leurs ordinateurs. Puisque le gouvernement exerce un grand contrôle sur la population, il faut avoir une permission spéciale pour avoir un ordinateur chez soi. C’est pour cela qu’en 2014, seulement 1024 adresses IP ont été captées[réf. nécessaire] en Corée du Nord. 
Une nouvelle classe de riches, les Donjus, s’est formée au cours des 30 dernières années. Ceux-ci n’ont pas de lien direct avec le gouvernement mais sont des haut classés dans la société grâce à leur richesse. Ils contrôlent les moyens de transport, la construction, l’immobilier et certains hôpitaux. La raison de leur accès plus facile à l’internet[réf. nécessaire] est grâce à une série de pactes entre eux et le Leader Suprême Kim Jong Un. Comme les Donjus doivent payer une grosse somme d’impôts et de taxes, ils sont considérés comme un groupe d’élite et ne se font pas oppresser par le gouvernent[réf. nécessaire].
L’élite militaire a un grand accès aux médias de communications.[Pas dans la source] L’élite militaire est placée proche du sommet de la pyramide du pouvoir, ce qui leur donne certains privilèges dont le reste de la population n’a pas. Malgré cela, Kim Jong Un ne leur donne pas un accès illimité, par peur de révolte, de trahison ou de coup d’état.
Le président de la Corée du Nord, Kim Jong Un est la personne qui a un accès illimité et sans restriction à l’internet et aux médias de communications. Ce leader suprême a le contrôle total de tout ce qui peut être diffusé à la population. Il fait donc de la censure et de la propagande pour avoir l’amour et la fidélité de toute sa population. Kim Jong Un peut avoir accès à ce qu’il désire, en tout temps, puisqu’il est au sommet de la pyramide de pouvoir dans son pays.

## Organes officiels d’information
Il y a quatre chaînes de télévision (une nationale et trois locales), quatre journaux nationaux et trois chaînes de radio en Corée du Nord.
L’agence de presse KCNA est l’organe d’information à portée internationale traduite dans plusieurs langues, sous influence directe de l’agit-prop.

### Télévision
La télévision est un autre moyen de communication entre le gouvernement et la population. En 2003, 57 personnes sur 1000 avaient accès à la télévision dans leurs logements. De ce fait, il y a quatre stations de télévision disponibles au public : « Korean Central Television », « Mansudae Television », « Ryongnamsan Television » et « Athletic Television ». Les messages que les canaux de télévisions diffusent doivent obligatoirement se faire approuver par le gouvernement pour être partagé à la population. De plus, l’information qui est partagée est remplie de messages subliminaux pour garder le contrôle de la population. En effet, la majorité des chaines de télévision diffusent des émissions portant sur l’histoire des employés travailleurs, des soldats honorables et sur des messages gouvernementaux. Un exemple de message du gouvernement est qu’un bon citoyen Nord-Coréen ne doit manger que deux repas par jour pour être en bonne santé. Il s’agit d’un message qui essaye de cacher le manque de nourriture pour toute la population et d’éviter la famine.
KCTV, la chaine à diffusion nationale, a une grille des programmes s'étalant sur 12 heures en journée, composée de feuilletons, de propagande, d'évènements ainsi que des déplacements du dirigeant.
Dans les années 2000, la télévision restait une source d’information disponible uniquement pour une population privilégiée.

### Radio
La radio est le moyen de communication le plus fréquemment utilisé en Corée du Nord. Il y a cinq grandes chaines de diffusions : « Korean Central Broadcasting Station », « Pyongyanf FM Broadcasting Station », « Pyongyang Broadcasting Station », « Echo of Unification » et « Voice of Korea ». Ces chaines de radio diffusent de la musique, des messages gouvernementaux et les nouvelles quotidiennes.  Les messages gouvernementaux sont souvent les mêmes dont ceux qui sont diffusé dans les journaux et à la télévision. Comme exemple : une parfaite image du gouvernement sans défaut qui règne par-dessus tout. De plus, il est fortement illégal pour la population d’écouter des fréquences radio venant d’autre pays. Selon l’article 195 (Listening to Hostile Broadcasting and Collection, Keeping and Distribution of Enemy Propaganda) du chapitre 6 Crimes of Impairing Socialist Culture du Code criminel de la République démocratique de la Corée du Nord, une personne qui écoute de la propagande anti-nord-coréen aurai une peine de moins de deux ans de travaux forcés.
Chaque maison et les lieux publics sont obligatoirement dotés d’un récepteur radio pour la réception de la station « 3e station ».
Les radios sont conçues pour ne recevoir que les ondes des chaines officielles.

### Journaux
Les journaux sont un très bon moyen de communication en Corée du Nord. Le gouvernement Nord-Coréen exprime que le taux d’alphabétisation est de 100% puisque que l’éducation est gratuite et obligatoire. La population n’a donc aucun problème à lire et comprendre les journaux diffusés.   En effet, c’est grâce à ceux-ci que c’est possible de diffuser l’information dont le gouvernement décide de partager à la population. Plusieurs journaux, dont le « Rodon Sinmun », « Joson Inmingun » et le « Pyongyan Sinmun », fournissent de l’information très pro-gouvernementale et remplie de messages qui favorisent les personnes au pouvoir. Dans ces journaux, la propagande noire est souvent mise en œuvre pour donner une apparence que la Corée du Nord est un pays supérieur que les autres pays du monde. Le genre d’information que nous pouvons trouver dans ces journaux sont que l’économie du pays est en montée astronomique, que selon des recensements la population est heureuse et vit bien, et que la majorité des autres pays du monde sont des ennemis de la Corée du Nord. L’information que le peuple reçoit rend donc Kim Jong Un et son pays comme des êtres imbattables et supérieurs à tous.
Ce type de propagande médiatique offre une vision positive du gouvernement, ce qui lui procure un contrôle immense sur son peuple. Ainsi, cette propagande est pour promouvoir une meilleure image du gouvernement à sa population et va permettre de dicter leur vie de tous les jours.

Le Rodong Sinmun est le journal de Corée du Nord à tirage national. Il s'agit de l’organe du parti du travail, composé de 6 pages et destiné au grand public.
Le Minju Choson se destine aux bureaucrates et traite de grands sujets politiques.
Le Pyongyang Sinmun est destiné aux habitants de la capitale et se centre sur celle-ci.
Le Choson Inmingun se destine aux militaires et aux affaires militaires.
Le Chongnyon Chonwi est l’organe des jeunesses socialistes.
Le Kulloja est un journal à parution mensuelle qui traite de la théorie du parti.
Le Kyonje Yongu est un journal à parution trimestrielle qui traite de sujets économiques, et même de l’économie de marché et du commerce international.
Chollima est un magazine généraliste.

## Autres
Certains membres de la population tentent de défier la loi en captant des ondes télévisions venant de la Corée du Sud ou de la Chine. Les émissions de télévisions sud-coréennes sont populaires parmi les habitants proches de la frontière des deux pays voisins. La région entourant la zone coréenne démilitarisée ne parvient pas totalement à bloquer les ondes venant de la Corée du Sud. Les contenus médiatiques sud-coréens peuvent donc être captés par des télévisions piratées. Les personnes habitant proche de la frontière avec la Chine peuvent aussi capter le réseau et visionner la télévision Sud-Coréenne qui est diffusée par des antennes chinoises. Les contenus médiatiques venant de l’extérieur du pays isolé sont populaires mais passibles à de grosses sanctions judiciaires et pénales.

Internet a été mis en place dans le pays à partir de 2001 mais n'est accessible qu'à l’élite du pays et l'est toujours dans les années 2010. Le réseau du pays est un intranet (« Kwangmyong ») disposant de son propre système d’exploitation (« Étoile rouge » comparable à Microsoft Windows).
Plusieurs agences de presse internationales possèdent des antennes à Pyongyang (AFP, AP, Kyodo, Xinhua, ITAR-TASS, etc).

## Liens Externes
https://kls.law.columbia.edu/content/criminal-law ce site permet de voir en détails les différentes loi appuyées en Corée du Nord.  